# Ben Lomond (Schottland)
Der 974 m (3.196 ft) hohe Ben Lomond (gälisch Beinn Laomainn (Beacon Peak)) erhebt sich am Ostufer des Loch Lomond. Sein Name bedeutet ungefähr Leuchtfeuerberg oder Signalberg. Er ist Schottlands südlichster Munro, benannt nach Hugh Munro, der eine Liste aller schottischen Berggipfel über 3000 Fuß (914,4 Meter) aufstellte.
In Rowardennan, am Fuße des Ben Lomond gelegen, beginnt die 5- bis 7-stündige Wanderung auf den Ben Lomond mit Ausblicken über Loch Lomond und die schottischen Highlands.
Die leichtere Route zum Berggipfel beginnt am Parkplatz zwischen dem Rowardennan Hotel und dem Bootsanleger, die schwierigere Strecke beginnt hinter der Jugendherberge von Rowardennan und führt über den Seitengipfel Ptarmigan zum Ben Lomond. Durch die Kombination beider Wege lässt sich eine abwechslungsreiche Rundwanderung durchführen.
Der National Trust for Scotland verwaltet heute das Objekt. 2024 betrug die Besucherzahl etwa 48.000 Personen.